# 亞克興戰爭

勞雷斯·卡斯特羅以巴洛克風格繪製的亚克兴海战畫作

亚克兴战争 （公元前32年-公元前30年）是罗马共和国的最后一场罗马内战，當時马克·安东尼（受克娄巴特拉七世和托勒密王國的支持）和奥古斯都為爭奪羅馬共和國的最高權力而交戰。公元前32年，奥古斯都说服罗马元老院向埃及女王克娄巴特拉七世宣战。當時百分之四十的罗马元老院议员以及两位罗马执政官离开罗马加入马克·安东尼陣營。奥古斯都在亚克兴海战中取得决定性胜利后，克娄巴特拉七世和马克·安东尼撤退至亚历山大，屋大维派兵包围亚历山大，最終安东尼和克娄巴特拉七世被迫自殺。